# Kościół Podwyższenia Krzyża Świętego w Łaskarzewie
Kościół Podwyższenia Krzyża Świętego w Łaskarzewie – rzymskokatolicki kościół parafialny należący do dekanatu Łaskarzew diecezji siedleckiej.
Murowana świątynia została wzniesiona w 1876 roku dzięki staraniom księdza, konsekrował ją biskup lubelski Walenty Baranowski, następnie została rozbudowana w 1884 roku dzięki staraniom księdza Wincentego Suprena. Podczas działań wojennych w 1939 roku budowla została spalona. W 1946 roku została odbudowana i rozbudowana dzięki staraniom księdza Henryka Przesmyckiego. Konsekrował ją w 1949 roku biskup siedlecki Ignacy Świrski. Kościół został wybudowany w stylu eklektycznym.
W podziemiach kościoła mieści się Muzeum Parafialne, prowadzone przez Stowarzyszenie Historyczne Ziemi Łaskarzewskiej. W dniu 14 września 2013 roku zostały uroczyście wprowadzone do świątyni relikwie bł. ks. Jerzego Popiełuszki i zostały umieszczone w feretronie, a na frontowej ścianie kościoła została zamocowana tablica poświęcona powstańcom styczniowym, ufundowana przez Starostwo Powiatowe w Garwolinie i parafian.